# Sphaerodactylus callocricus
Espèce
Statut de conservation UICN

 CR  : 
En danger critique
Sphaerodactylus callocricus est une espèce de geckos de la famille des Sphaerodactylidae.

## Répartition
Cette espèce est endémique de République dominicaine.

## Publication originale
- Schwartz, 1976 : A new species of Sphaerodactylus (Sauria, Gekkonidae) from the República Dominicana. Florida Scientist, vol. 39, no 2, p. 65-70 (texte intégral).